# Фондова біржа ПФТС
АТ «Фондова біржа ПФТС» (абр. від Перша Фондова Торгова Система) — один з найбільших організаторів торгів цінними паперами в Україні. Заснована 1996 року, ПФТС є організатором торгів акціями, облігаціями внутрішніх та зовнішніх державних позик, облігаціями місцевих позик, облігацій підприємств, казначейських зобов'язань України, ощадних сертифікатів, інвестиційних сертифікатів. Діє на підставі ліцензії, виданої Національною комісією з цінних паперів та фондового ринку України (НКЦПФР). Індекс ПФТС з 1997 року є офіційним індексом України в S&P Emerging Markets.

### Станом на початок 2019-го року
- членами біржі є 64 професійний учасник ринку цінних паперів (провідні банки та інвестиційні компанії);
- в Біржовому списку ПФТС знаходиться 507 цінних паперів;
- фондова біржа ПФТС входить до Світової Федерації Фондових Бірж та Міжнародної Асоціації бірж країн СНД.
- акціонерами біржі ПФТС є 124 фізичних та юридичних особи.

## Історія
Спочатку це була Асоціація професійних учасників фондового ринку «Позабіржова Фондова Торговельна Система» (ПФТС), зареєстрована наприкінці 1995 року. У вересні 1998 року була затверджена назва «Перша Фондова Торговельна Система» без зміни абревіатури — ПФТС. Фондова біржа ПФТС була дочірнім підприємством Асоціації ПФТС до квітня 2008 року, коли члени Асоціації вирішили провести реорганізацію змінивши організаційно-правову форму власності на Відкрите Акціонерне Товариство.

### 1995 рік
- жовтень — перша зустріч ініціативної групи по створенню Асоціації торговців цінними паперами та торговельної електронної мережі «Позабіржова Фондова Торговельна Система». Створення Організаційного та Технічного комітету та вибори їх голів.

- грудень — проведення Установчих зборів по створенню «Позабіржової Фондової Торговельної Системи». Затвердження Статуту Асоціації та Положення про членство в Асоціації. Проведення виборів Ради та Голови Ради ПФТС. 16 компаній стають першими членами ПФТС.

### 1996 рік
- березень — проведення Перших Загальних Зборів. Прийняття Положення про Раду.
- травень — Рада Асоціації затверджує Торгові Правила — основний документ, яким регулюється робота кожного учасника торговельної системи ПФТС. Приймаються Тимчасові правила та процедури проходження лістингу акцій акціонерних товариств.
- червень — сформовано Торговий і Арбітражно-дисциплінарний комітети ПФТС.
- липень — перші торги на ПФТС. 11 липня відбулось урочисте підписання першої угоди, укладеної на ПФТС.
- жовтень — Рада Асоціації затверджує Арбітражний кодекс.
- грудень — проведена перша конференція контролерів фірм-членів ПФТС.
- на кінець 1996 року Асоціація ПФТС нараховувала 64 компанії та банків.

### 1997 рік
- лютий — прийнято «Правила складання рейтингів емітентів та торговців цінними паперами в ПФТС».
- червень — ДП «Технічний центр ПФТС» отримав від Державної комісії з цінних паперів та фондового ринку України Ліцензію торгово-інформаційної системи № 1.
- липень — Перший емітент подає заявку на внесення його акцій до лістингу ПФТС.
- вересень — в лістингу 1 рівня ПФТС включені перші шість емітентів.
- жовтень — розпочато щоденний розрахунок індексу ПФТС на основі середньозваженої ціни простих акцій підприємств, які мають найбільші показники ліквідності. Індекс ПФТС — єдиний український фондовий індекс, який визнають міжнародні фінансові організації.
- жовтень — Асоціація ПФТС отримує статус саморегулівної організації.
- грудень — Фонд Державного майна України вперше продав через ПФТС пакет акцій, що належав державі.
- на кінець 1997 року обсяг торгів на ПФТС склав 354,91 млн ₴, індекс ПФТС становив 79,74 пунктів. Асоціація налічувала 193 компаній та банків.

### 1998 рік
- лютий — в ПФТС запроваджено інститут маркет-мейкерів. Маркет-мейкер: учасник торгів, який має особливий статус відповідно «Торговим правилам ПФТС».
- травень — рішенням Ради ПФТС створено Комітет по розрахунках та ризик-менеджменту, а також Комітет з правового регулювання.
- серпень — Рада ПФТС ухвалила рішення брати участь у процесі формування Національного депозитарію як співзасновник.
- вересень — Затверджено нову назву Асоціації — «Перша Фондова Торгова Система».
- на кінець 1998 року обсяги торгів ПФТС склали 338,54 млн ₴, Індекс ПФТС становив 21,56 пунктів. Асоціація налічувала 294 компаній та банків.

### 1999 рік
- січень — Асоціація ПФТС провела презентації систем торгівлі векселями та обміну пакетами акцій, а також інформаційно-аналітичного терміналу ПФТС (ПФТС-інформ).
- квітень — розпочато надання членам ПФТС нового програмного продукту «ПФТС-інформ».
- червень — вперше в Україні в ПФТС запроваджені розрахунки за схемою поставка проти оплати (DVP) за участю МФС та НБУ.
- липень — 7 компаній набирають статусу маркет-мейкерів ПФТС.
- серпень — впроваджено режим тимчасового доступу до Торгової системи ПФТС.
- жовтень — Техцентр ПФТС проводить демонстрації нових програмних систем «ПФТС-інформ» та «ПФТС-бек-офіс».
- листопад — ПФТС вводить в дію нове програмне забезпечення для проведення аукціонів ФДМУ «ПФТС-аукціон».

- загальний обсяг торгів на ПФТС у 1999 році склав 988,44 млн ₴, Індекс ПФТС становив 39,07 пунктів. Асоціація нараховувала 240 компаній та банків.

### 2000 рік
- квітень — вперше для реальних угод було залучене нове програмне забезпечення інтерфейсу між ПФТС та депозитарієм МФС, розроблене спеціалістами ПФТС, та нове програмне забезпечення з боку МФС, яке було розроблене за проектом USAID.
- травень — вперше в торговій системі ПФТС проводиться первинне розміщення емісії акцій.
- вересень — ПФТС та «Українська інвестиційна газета» уклали договір про інформаційне співробітництво. Згідно з договором, «Українську інвестиційну газету» визнано офіційним друкованим виданням ПФТС.
- листопад — рішенням Ради ПФТС створено Банківський комітет Асоціації.
- на кінець 2000 року обсяги торгів ПФТС склали 1,463 млрд ₴, індекс ПФТС становив 55,53 пунктів. Асоціація ПФТС налічувала 197 компаній і банків.

### 2001 рік
- на кінець 2001 року обсяги торгів ПФТС склали 6,29 млрд ₴, індекс ПФТС становив 42,65 пунктів.

### 2002 рік
- травень — відбулися загальні збори учасників Асоціації ПФТС. Президентом ПФТС обрано Зарю Ірину Олександрівну.
- липень — створено експертні Ради ПФТС з питань фінансових інструментів та з питань корпоративного управління.
- листопад — в лістинг ПФТС включені акції ВАТ «Укртелеком» — найбільшого українського національного телекомунікаційного оператора. За підсумками 2002 року «Укртелеком» посів перше місце в Списку двадцяти найбільших за капіталізацією емітентів, цінні папери яких обертаються на ПФТС.

- грудень — підписано угоду про співробітництво з Національною асоціацією учасників фондового ринку Росії (НАУФОР).

### 2003 рік
- березень — проведено круглий стіл «Розвиток ринку єврооблігацій українських емітентів в Україні». Учасники Круглого столу обговорили питання щодо відповідності законодавства та сучасної ринкової інфраструктури до створення ринку єврооблігацій в Україні. За результатами обговорення було підготовлено та надіслано до Національного банку України листа ПФТС щодо здійснення заходів по створенню ринку облігацій в Україні.
- вересень — запроваджено нову версію програмного забезпечення «ПФТС-Трейд», яка враховує вимоги законодавчих актів Держфінмоніторингу та ДКЦПФР щодо здійснення суб'єктами первинного фінансового моніторингу заходів, спрямованих на запобігання та протидію легалізації доходів, одержаних злочинним шляхом.

### 2004 рік
- січень — змінилися правила розрахунку індексу ПФТС. Тепер використовується середньозважена ціна за угодами, укладеними протягом торговельної сесії, і не враховуються пакети акцій, які знаходяться в державній власності. Індекс став відображати динаміку цін акцій підприємств «індексного кошика», які знаходяться у вільному обігу на ринку. Підвищилося вплив на індекс цінних паперів підприємств, приватизація яких завершена.
- березень — ПФТС почала торгівлю державними облігаціями, емітованими для погашення боргу держави з відшкодування податку на додану вартість. Поява на ринку ПДВ-облігацій стало основною подією боргового ринку України в 2004 році.
- квітень — підвищені вимоги до акцій в лістингу ПФТС: ринкова капіталізація акцій не повинна бути меншою 200 млн ₴, 10 млн ₴ і 0,5 млн ₴ для лістингу першого, другого і третього рівнів відповідно.
- на кінець 2004 року чисельність членів ПФТС склала 149 компаній і банків.

### 2005 рік
- серпень — при розрахунку індексу ПФТС враховуються лише ті акції, які знаходяться у вільному обігу на фондовому ринку (не враховуються акції, які знаходяться у власності держави, емітента, стратегічних інвесторів, менеджменту та трудового колективу, а також у перехресному володінні).
- серпень — підвищені вимоги до лістингу цінних паперів на ПФТС: розмір горизонтального спреду, мінімальний і максимальний лоти, мінімальний середньомісячний обсяг угод, кількість укладених угод та ін.
- жовтень — ПФТС стала першим організатором торгівлі на фондовому ринку України, який встановив кореспондентські відносини зі Всесвітньою федерацією бірж.
- на кінець 2005 року чисельність членів ПФТС склала 187 інвестиційних компаній і банків.

### 2006 рік
- червень — рішенням загальних зборів ПФТС, ДП «Технічний центр ПФТС» перейменовано в ДП «Фондова біржа ПФТС».
- липень — для підвищення ліквідності ринку встановлені вимоги до розміру вертикального спреду, в рамках якого допустимо укладати угоди, встановлено розміри максимальних і мінімальних лотів.
- серпень — «індексний кошик» індексу ПФТС розширена за рахунок ВАТ «Полтавський ГЗК» і ВАТ "Сумське машинобудівне НВО ім. Фрунзе ".
- серпень — підписаний договір про трансляцію торгів ПФТС на терміналах Bloomberg.
- на кінець 2006 року обсяги торгів ПФТС склали 27,62 млрд ₴, індекс ПФТС становив 498,86 пунктів, чисельність членів ПФТС склала 214 компаній і банків.

### 2007 рік
- лютий — Фондова біржа ПФТС прийнята до Міжнародної асоціації бірж СНД.
- травень — Фондова біржа ПФТС уклала Меморандум про взаєморозуміння та Договір про співробітництво з Варшавською фондовою біржою.
- червень — 14 червня індекс ПФТС вперше перевищив позначку 1000 пунктів.
- серпень — Фондова біржа ПФТС уклала з Віденською фондовою біржою Меморандум про взаєморозуміння та співробітництво.
- вересень — розпочато розрахунок Українського Торгового Індексу (UTX — Ukrainian Traded Index).
- листопад — індекс ПФТС досяг нового історичного максимуму — 1183,72 пунктів. Зростання з початку року склало 137,3 %.

### 2008 рік
- лютий — індекс ПФТС розширила свою «індексний кошик» підприємствами ВАТ «Авдіївський коксохімічний завод» та ВАТ «Єнакіївський металургійний завод».
- квітень — на загальних зборах членів Асоціації ПФТС ухвалено рішення про реорганізацію в третьому кварталі 2008 року Дочірнього Підприємства «Фондова біржа ПФТС» у Відкрите Акціонерне Товариство «Фондова біржа ПФТС». 100 % акцій належить Асоціації ПФТС.
- травень — індексний комітет ПФТС тимчасово виключив акцій ВАТ «Інтерпайп Нижньодніпровський трубний завод» зі складу «індексного кошика» індексу ПФТС. Дане рішення комітету діє до моменту реєстрації додаткового випуску акцій підприємства Державною комісією з цінних паперів та фондового ринку України.
- грудень — індекс ПФТС впав до 300 пунктів

### 2009 рік
- червень — на фондовій біржі ПФТС укладені перші угоди з єврооблігаціями. Сума угод склала 1 590 281 ₴
- серпень — розширено список інформаційно-аналітичних продуктів Thomson Reuters, які містять торговельну інформацію ПФТС.
- вересень — в торговельній системі проведена перша біржова операція РЕПО з державними цінними паперами на суму 10 млн ₴
- жовтень — до складу Індексу ПФТС включено акції Ясиновського коксохімічного заводу. У свою чергу зі складу Індексу виключені акції Маріупольського меткомбінату ім. Ілліча.
- листопад — Рада Асоціації ПФТС ухвалила рішення про проведення позачергових зборів учасників Асоціації, для розгляду питання про залучення на біржу стратегічного інвестора.
- грудень — Загальні збори учасників Асоціації ПФТС ухвалили рішення про збільшення статутного капіталу ВАТ «Фондова біржа ПФТС» та реалізації акцій додаткової емісії Московської міжбанківської валютної біржі (ММВБ; з 2011 року — Московська біржа) як стратегічному інвесторові.
- за 2009 рік Індекс ПФТС виріс на 90%, до рівня 572 базисних пунктів.

### 2010 рік
- січень — Державна комісія з цінних паперів та фондового ринку України зареєструвала додаткову емісію акцій ВАТ «Фондова біржа ПФТС».
- травень — завершена процедура викупу 1601 акції додаткової емісії номінальною вартістю 16 010 000 ₴ Її результатом стало залучення ММВБ як стратегічного інвестора і $10 млн (близько 80 млн ₴) До статутного капіталу ВАТ «Фондова біржа ПФТС».
- липень — відбулися загальні збори акціонерів біржі ПФТС, в ході якого було обрано новий склад Наглядової ради біржі. Для приведення у відповідність з вимогою закону «Про акціонерні товариства», організаційно-правова форма власності біржі була змінена з Відкритого Акціонерного Товариства на Приватне Акціонерне Товариство.
- серпень — Члени Наглядової ради біржі ПФТС підтримали Олександра Склярова на посаду Голови Правління біржі. До складу Правління також увійшли Ігор Селецький і Богдан Лупій.
- за 2010 рік Індекс ПФТС виріс на понад 70 %, до позначки 975 базисних пунктів.

### 2011 рік
- лютий — біржа проводить конференцію «Оподаткування приватних інвесторів за підсумками 2010 року — алгоритм переходу до нових правил».
- березень — на фондовій біржі ПФТС почалися торги з використанням ТОВ «Біржовий центральний контрагент». Центральний контрагент виконує функцію посередника при укладанні угод на ринку заявок, забезпечуючи анонімність сторін угоди, а також відхід від заборони на укладення угод між клієнтами одного брокера.
- квітень — Загальні збори акціонерів біржі ПФТС ухвалили рішення змінити організаційно-правову форму власності з Приватного Акціонерного Товариства на Публічне Акціонерне Товариство.
- травень — ухвалено рішення про продовження торгової сесії на фондовій біржі ПФТС з 17.00 до 17.45.
- серпень — біржа ПФТС спростила процес реєстрації клієнтів і присвоєння їм ідентифікатора розрахунків для участі в торгах. Безпосередньо, була скорочена форма індивідуальної заяви на реєстрацію рахунків, за якими будуть здійснюватися операції.
- за 2011 рік Індекс ПФТС впав на 45% до рівня 534 базисних пунктів.

### 2012 рік
- березень — в торговельній системі були укладені угоди з ОВДП з попередньою блокуванням активів. Одним з перших учасників цих операцій був Національний банк України.
- травень — вступили в силу зміни до «Положення про депозитарну діяльність» НБУ.
- липень — завершена процедура деномінації акцій біржі ПФТС (з 10 тис. ₴ до 1 тис. ₴) Кількість акцій збільшилася пропорційно — в 10 разів.
- серпень — відбулося засідання Наглядової ради біржі, за результатами якого Ігор Селецький був призначений т. в. о. Голови Правління.
- серпень — вперше в Україні на ПФТС пройшли торги державними цінними паперами на умовах гарантованих розрахунків з використанням неттинга і центрального контрагента. Обсяг операцій в перший день склав 9,1 млн ₴
- жовтень — на біржі ПФТС впроваджується інститут маркет-мейкерства на ринку ОВДП. Першим маркет-мейкером став «Ерсте Банк».
- за 2012 рік Індекс ПФТС впав на 39%, до позначки 328 базисних пунктів.

### 2013 рік
- лютий — Наглядова рада ПФТС одноголосно підтримала кандидатуру Ігоря Селецького на посаду Голови Правління біржі.
- серпень — Наглядова рада біржі затвердив нову редакцію Правил ПАТ «Фондова біржа ПФТС» та Правил розрахунку Індексу ПФТС.
- жовтень — учасники біржі ПФТС отримали можливість здійснювати операції на ринку котирувань на умовах гарантованих розрахунків.
- листопад — список інструментів ПФТС розширено депозитними сертифікатами Національного банку України.
- грудень — Наглядова рада ПФТС вніс зміни в Правила торгів біржі, закріпивши можливість торгівлі в секції термінового ринку.
- за 2013 Індекс ПФТС скоротився на 8 %, до 300 базисних пунктів.

### 2014 рік
- лютий — Національна комісія з цінних паперів та фондового ринку зареєструвала зразкові форми ф'ючерсного контракту на Індекс ПФТС та опціону на ф'ючерсний контракт на Індекс ПФТС.
- травень — Голова Правління біржі ПФТС Ігор Селецький і Голова Ради громадської організації «ЕйСіАй-Україна» Павло Козак підписали меморандум про взаєморозуміння і співпрацю між двома організаціями.
- серпень — на біржі ПФТС проведено перші, з моменту реалізації депозитарної реформи, угоди в секції односторонніх аукціонів на вторинному ринку.
- грудень — фондова біржа ПФТС першою в Україні отримала згоду Національного банку України на запуск валютного ф'ючерсу.
- грудень — ПФТС стала одним з переможців конкурсу з визначення фондових бірж, на яких може здійснюватися публічне розміщення облігацій міжнародних фінансових організацій.
- за 2014 Індекс ПФТС виріс на 30 % до рівня 386 базисних пунктів.

### 2015 рік
- січень — Національна комісія з цінних паперів та фондового ринку зареєструвала зміни до Правил ПАТ «Фондова біржа ПФТС», які дозволили біржі запровадити торги деривативами.
- березень — правління ПАТ «фондова біржа ПФТС» затвердило зміни до Генеральної торговельної угоди ПФТС, завдяки яким учасники біржових торгів отримали змогу вносити зміни або розривати контракти безпосередньо в торговельній системі.
- квітень — загальні збори акціонерів ПАТ «Фондова біржа ПФТС» переобрали членів наглядової ради біржі. Головою ради було обрано Олексія Тарасенко.
- травень — Головою правління ПАТ «Фондова біржа ПФТС» обрано Богдана Лупія.
- червень — ПАТ «Фондова біржа ПФТС» взяла участь у загальних зборах ГО «ЕйСіАй-Україна» як інформаційний партнер. Учасниками заходу стали близько 100 представників банків, компаній, асоціацій та державних органів.
- липень — Національний банк України розширив кількість організаторів торгів цінними паперами, яким НБУ може надсилати заявки. Таким чином, ПАТ «Фондова біржа ПФТС» долучилась до укладення угод Національним банком України.
- серпень — в рамках проведення роботи з виявлення цінних паперів, які не відповідають високим корпоративним вимогам ПАТ «Фондова біржа ПФТС» зупинила обіг 150 випусків цінних паперів, сумарна капіталізація яких перевищує 50 млрд грн.
- листопад — учасники ПАТ «Фондова біржа ПФТС» отримали змогу проводити операції в інтересах емітента цінних паперів за принципом DVP.
- грудень — в біржовий список ПАТ «Фондова біржа ПФТС» включені державні деривативи (VRIUA).
- за 2015 рік значення Індексу ПФТС зменшилось на 37,8 %, до рівня 240,7 базисних пунктів.

### 2016 рік
- січень — Експертно-апеляційна рада з питань ліцензування при Державній регуляторній службі України скасувала рішення Національної комісії з цінних паперів та фондового ринку про анулювання ліцензії біржі. Невдовзі власне рішення скасувала і сама НКЦПФР.
- лютий — Московська біржа повністю вийшла з акціонерного капіталу ПАТ «Фондова біржа ПФТС».
- квітень — загальні збори акціонерів ПАТ «Фондова біржа ПФТС» обрали новий склад Наглядової ради біржі. Очолив Наглядову раду Олег Мозговий.
- травень — ПАТ «Фондова біржа ПФТС» обрано в ролі організатора торгів для проведення публічних розміщень облігацій міжнародних організацій (МФО).
- за 2016 рік значення Індексу ПФТС зросло на 10,15%, до рівня 265,15 базисних пунктів.

### 2017 рік
- березень – з метою поглиблення співпраці з професійними об’єднаннями ринків капіталу України, ПАТ «Фондова біржа ПФТС» підписала меморандум про взаєморозуміння та співпрацю з Громадською спілкою «Українські емітенти».
- березень – в рамках співробітництва з ПАТ «Розрахунковий центр з обслуговування договорів на фінансових ринках» для учасників ПАТ «Фондова біржа ПФТС» була впроваджена нова послуга – клієнти учасників клірингу (юридичні особи) отримали змогу напряму відкривати в «Розрахунковому центрі» поточні/кореспондентські рахунки для проведення біржових операцій з цінними паперами. Нова послуга дозволила скоротити рух грошових коштів для клієнта учасника клірингу та уникнути необхідності відкривати ліміт на учасника клірингу.
- серпень – в рамках приватизації на ПАТ «Фондова біржа ПФТС» були реалізовані блокувальні пакети акцій ПАТ «ДТЕК Дніпрообленерго», ПАТ «Дніпроенерго», ПАТ «ДТЕК Західенерго» та ПАТ «Київенерго». За результатами аукціону до державного бюджету було перераховано понад 2 808 млн. грн.
- жовтень – на ПАТ «Фондова біржа ПФТС» відбувся перший аукціон за технологією зниження ціни (так званий «голландський аукціон»).
- за 2017 рік значення Індексу ПФТС зросло на 18,82% до рівня 315,05 пунктів.

### 2018 рік
- лютий - укладені перші угоди з облігаціями ПАТ "Укрпошта".
- червень - на ПФТС відбулось успішне розміщення облігацій Львівської Міської Ради на загальну суму 440 млн. грн.
- серпень - інформаційне агентство Cbonds розпочало публікацію котирувань облігацій внутрішньої державної позики України біржі ПФТС у режимі реального часу.
- вересень – на ПФТС відбулось успішне розміщення облігацій Івано-Франківської Міської Ради на суму 300 млн. грн.
- жовтень - найменування біржі змінено на Акціонерне товариство "Фондова біржа ПФТС".
- за 2018 рік значення Індексу ПФТС зросло на 75% (до 552 пунктів). Таким чином Індекс ПФТС посів перше місце серед інших організаторів торгів світу, свідчать результати дослідження[2] CNBC.

## Торговельна система
Торговельна система Фондової біржі ПФТС є комплексом організаційних, нормативних, програмно-апаратних та технічних рішень. Технологічно вона складається з «Ринку котирувань» та «Ринку заявок». Також в ПФТС проводяться аукціони з продажу цінних паперів Фондом державного майна України, компаніями, що проводять первинне розміщення (IPO) власних цінних паперів, або навпаки, розпродають власні активи в цінних паперах.
Ринок котирувань — ринок ПФТС, побудований за принципом Quote-Driven Market — ринку конкуруючих твердих котирувань. Торги на цьому ринку відбуваються щоденно у режимі он-лайн. В рамках «Ринку котирувань» в залежності від потреб учасників торгів передбачено різні варіанти виконання розрахунків через депозитарій МФС. «Ринок котирувань» переважно використовується для вторинних торгів акціями, державними, муніципальними та корпоративними облігаціями, цінними паперами ІСІ та деривативами.
На базі цін, що формуються на «Ринку котирувань» ПФТС, з 1 жовтня 1997 року розраховується офіційний індикатор біржі — індекс ПФТС, який є головним показником розвитку ринку цінних паперів України, визнаним не тільки в межах країни, але й за кордоном. Поширення інформації ПФТС здійснюється через інформаційно-аналітичні термінали провідних міжнародних агенцій Thomson Reuters, Bloomberg, SIX Telekurs та інш.
Ринок заявок — технологія торгівлі, що побудована за принципом Order-Driven Market. Ця біржова технологія:
- дозволяє учасникам торгів виводити на ринок не одну, а велику кількість різнотипних заявок на купівлю/продаж;
- передбачає автоматичне укладання угод при перехрещенні умов зустрічних заявок, що дозволяє багаторазово протягом одного дня купувати і продавати ті самі цінні папери;
- гарантує проведення розрахунків за угодами день у день за рахунок 100% переддепонування цінних паперів та грошових коштів.

Торги на «Ринку заявок» ПФТС проводяться з усіма цінними паперами Списку ПФТС в режимі анонімної торгівлі з використанням принципу безперервного подвійного аукціону зустрічних заявок за технологією «Поставка проти платежу» (T+0) з попереднім 100% депонуванням цінних паперів та грошових коштів. Такий принцип депонування дозволяє контролювати наявність активів у учасників торгів, що в свою чергу дозволяє усунути ризик невиконання угод.

## Структура
Структура органів біржі ПФТС складається із Загальних Зборів (вищий орган), Наглядової Ради, Правління (виконавчий орган) та Ревізійної комісії.
З метою розробки та впровадження правил, які регулюють:
- діяльність компаній-членів ПФТС щодо здійснення торгівлі цінними паперами на Біржі;
- правила та процедури, пов'язані з проведенням розрахунків за угодами, які укладаються в ПФТС;
- розрахунок фондових індексів ПФТС для забезпечення їх максимальної репрезентативності та відповідності поточній кон'юнктурі ринку;

в ПФТС діють Рада з розвитку фондового ринку та Індексний комітет.